# Henry Vollmer
Henry Vollmer (* 28. Juli 1867 in Davenport, Iowa; † 25. August 1930 in Piedmont, Kalifornien) war ein US-amerikanischer Politiker. Zwischen 1914 und 1915 vertrat er den Bundesstaat Iowa im US-Repräsentantenhaus.

## Werdegang
Henry Vollmer besuchte die öffentlichen Schulen seiner Heimat. Danach reiste er in die Bundeshauptstadt Washington, wo er in den Jahren 1887 und 1888 bei der Kongressverwaltung als Postzusteller (Distribution Clerk) angestellt war. Nach einem Jurastudium an der University of Iowa und der Georgetown University und seiner im Jahr 1889 erfolgten Zulassung als Rechtsanwalt begann er in Davenport in seinem neuen Beruf zu arbeiten. Politisch war Vollmer Mitglied der Demokratischen Partei. Im Jahr 1889 wurde er Stadtrat in Davenport. In dieser Stadt war er außerdem zwischen 1893 und 1897 Bürgermeister. Außerdem saß er dort von 1898 bis 1901 im Bildungsausschuss. Vollmer war in den Jahren 1913 und 1914 auch als Unternehmensanwalt (Corporation Counsel) tätig.
Nach dem Tod des Kongressabgeordneten Irvin S. Pepper wurde Vollmer im zweiten Wahlbezirk von Iowa als dessen Nachfolger in das US-Repräsentantenhaus in Washington gewählt. Dort trat er am 10. Februar 1914 sein neues Mandat an. Bis zum 3. März 1915 beendete er die von seinem Vorgänger begonnene Legislaturperiode. Nach dem Ende seiner Zeit im Kongress arbeitete Vollmer wieder als Anwalt. Politisch ist er nicht mehr in Erscheinung getreten. Er starb im August 1930 in Piedmont.